# 掌裂蒿
掌裂蒿（学名：Artemisia kuschakewiczii）是菊科蒿属的植物。分布于俄罗斯以及中国大陆的新疆、西藏等地，生长于海拔3,500米至4,000米的地区，多生于高山地区的湖岸以及河边沙地与砾质坡地上，目前尚未由人工引种栽培。

## 异名
- Oligosporus kuschalcewiczii (C. Winkl.) Poljak